# 바티스티니역
바티스티니역(이탈리아어: Battistini)은 로마 지하철 A선의 역 중 하나로, 로마 19지구의 마티아 바티스티니 가 (Via Mattia Battistini)와 엔니오 보니파치 가 (Via Ennio Bonifazi)의 교차로에 위치해 있다. 이 역은 2000년 1월 1일 로마 지하철 A선 발레 아우렐리아 역-바티스티니 역과 함께 개통했으며 현재 A선의 최북단 역이다.

## 시설
바티스티니 역에는 다음과 같은 시설이 있다.
- 장애인 전용 승차시설
- 177대 규모의 파크 앤드 라이드 시설
- 매표기
- 에스컬레이터
- 엘레베이터
- 역 감시카메라(CCTV)

## 역 주변
- 보체아 가 (Via di Boccea)
- 보체아 문 (Forte Boccea)
- 산타 소피아 아 비아 보체아 성당 (Santa Sofia a Via Boccea)
- 니콜로 쿠사노 대학교 (Niccolò Cusano University)